# Salvo (Künstler)

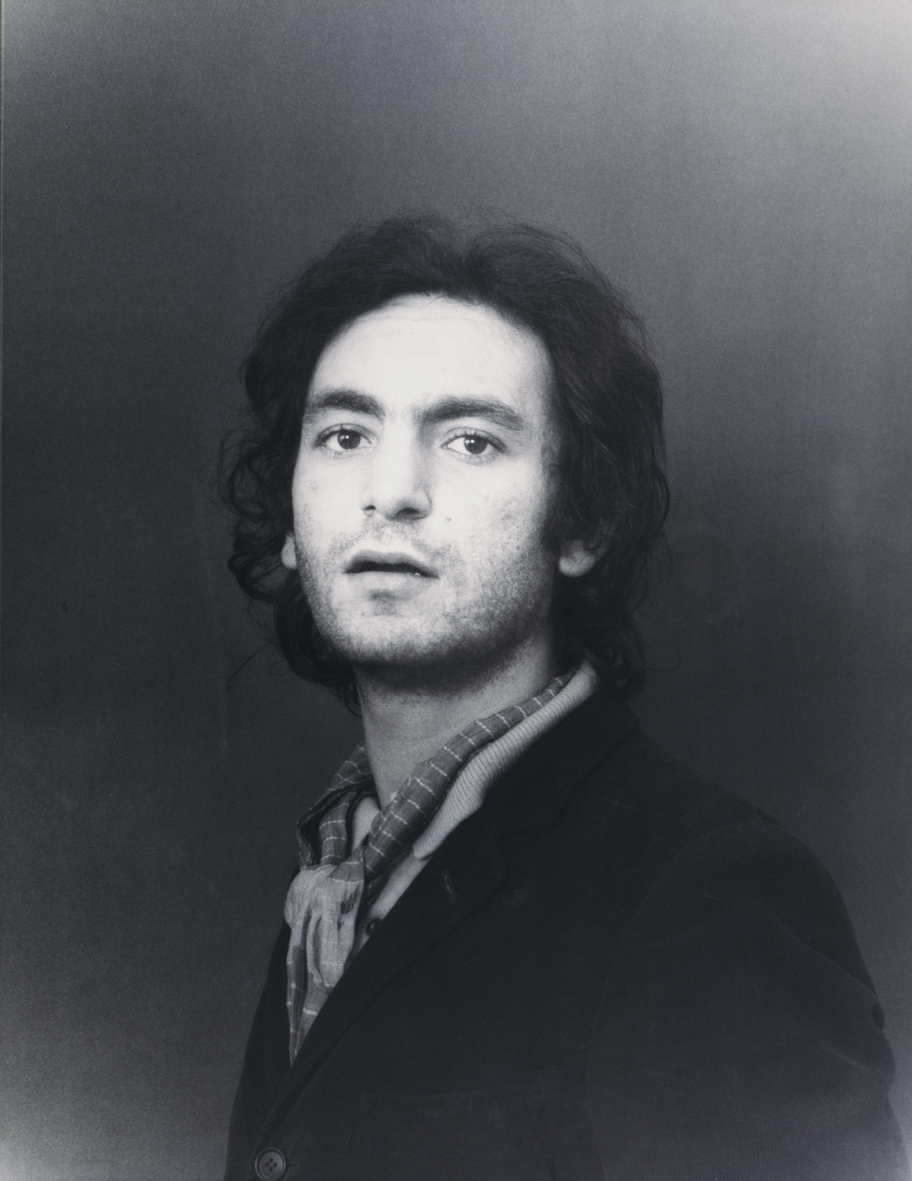
Salvo, Autoritratto (Come Raffaello), 1970

Salvo, eigentlich Salvatore Mangione (* 22. Mai 1947 in Leonforte auf Sizilien, Italien; † 12. September 2015 in Turin) war ein italienischer Maler, Fotograf und Konzeptkünstler und Vertreter der italienischen Arte Povera.

## Leben und Werk
Salvatore Mangione wurde 1947 in Sizilien geboren, zog aber schon 1956 nach Turin, wo er bis zu seinem Tod lebte. Salvo begann mit der Malerei in den frühen 1960er Jahren.
Im Jahr 1970 hatte er seine erste Einzelausstellung in der Galleria Gian Enzo Sperone in Turin: Seine ausgestellten Arbeiten waren Fotomontagen, mit Bildern aus Zeitungen und Notizen als Transkriptionen kindlicher Handschrift und Texten aus der Literaturgeschichte.
Zur selben Zeit begann er von 1970 bis 1972 eine Reihe von Marmortafeln zu schaffen, die immer nur einzelne Wörter oder Phrasen wie: „Idiot“, „Ich bin der Beste“ oder „Es sei denn, Sie leben“ enthielten oder mit Teilen alter Texte, die mit Namen oder Listen von Künstlern und berühmten Persönlichkeiten der Vergangenheit wie eine Signatur beschriftet waren. Salvos Arbeiten waren ironisch und provokant und beschäftigten sich mit Reflexion über die Bedeutung der Werke der Kunst, der Sprache und der visuellen Wahrnehmung vor der Aussage, dass Kunst immer eine Beziehung zur Vergangenheit hat.
Im Jahr 1972 war er mit einigen Arbeiten Teilnehmer der Documenta 5 in Kassel in der Abteilung Individuelle Mythologien.
Im Jahr 1973 erfolgte mit wenigen Ausnahmen eine „Rückkehr“ zur traditionellen Malerei auf der Leinwand mit dem Pinsel. Seine Malerei stilisierte, er verwendete moderne, lebendige Farben und stereotype Zeichen. Typisch für seine Bilder sind menschenleere Landschaften und Architekturen, die von einem seltsamen, kraftvollen Licht durchflutet sind.
Im Jahr 1975 begann er mit Werken einer Mischung aus Konzept-Kunst und Malerei; er bildete die Namen von Künstlern und Schriftstellern der Vergangenheit ab und kombinierte diese mit bunten Stickereien vor einem Hintergrund in abstrakten Formen, der symbolisch für die Region oder den Staat stand, aus dem der Künstler kam. In den Jahren danach entnahm er seine Themen der Mythologie und Archäologie: Ruinen als Zeichen der Vergangenheit, vergangene Zivilisationen und Landschaften. Diese Themen beschäftigten ihn bis zuletzt.